# Olešnice (ort i Tjeckien, Södra Böhmen)
Olešnice är en ort i Tjeckien.   Den ligger i regionen Södra Böhmen, i den södra delen av landet, 140 km söder om huvudstaden Prag. Olešnice ligger 494 meter över havet och antalet invånare är 734.
Terrängen runt Olešnice är platt. Runt Olešnice är det ganska glesbefolkat, med 23 invånare per kvadratkilometer. Närmaste större samhälle är Trhové Sviny, 4,8 km väster om Olešnice. Omgivningarna runt Olešnice är en mosaik av jordbruksmark och naturlig växtlighet.